# Karel Martínek

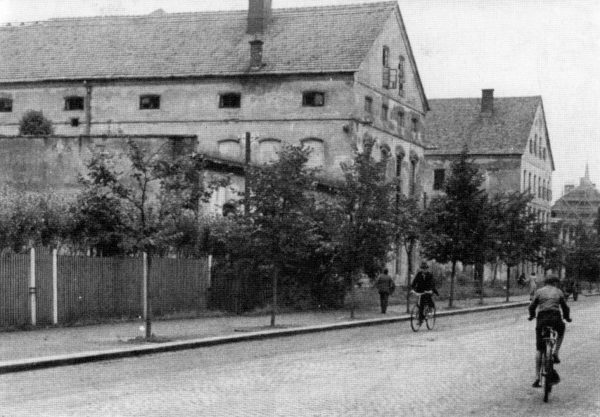
Budova Czajankových kasáren v Místku v roce 1938

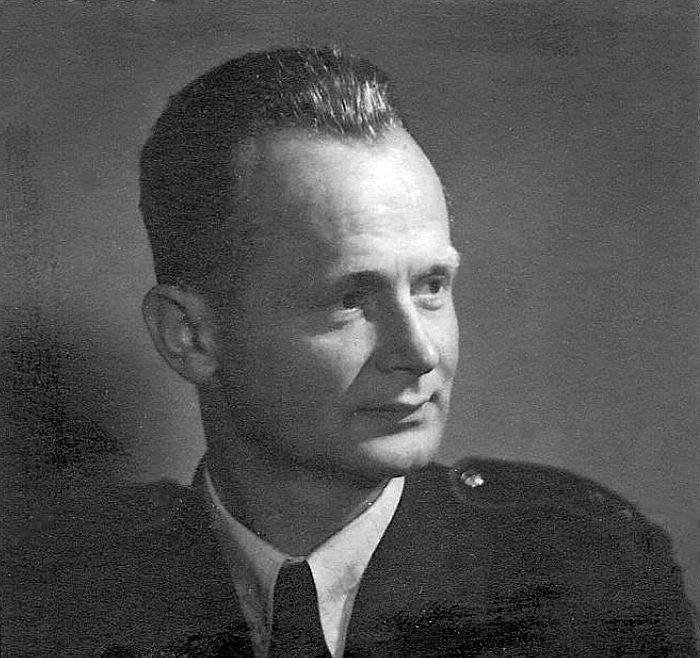
Karel Martínek před rokem 1948

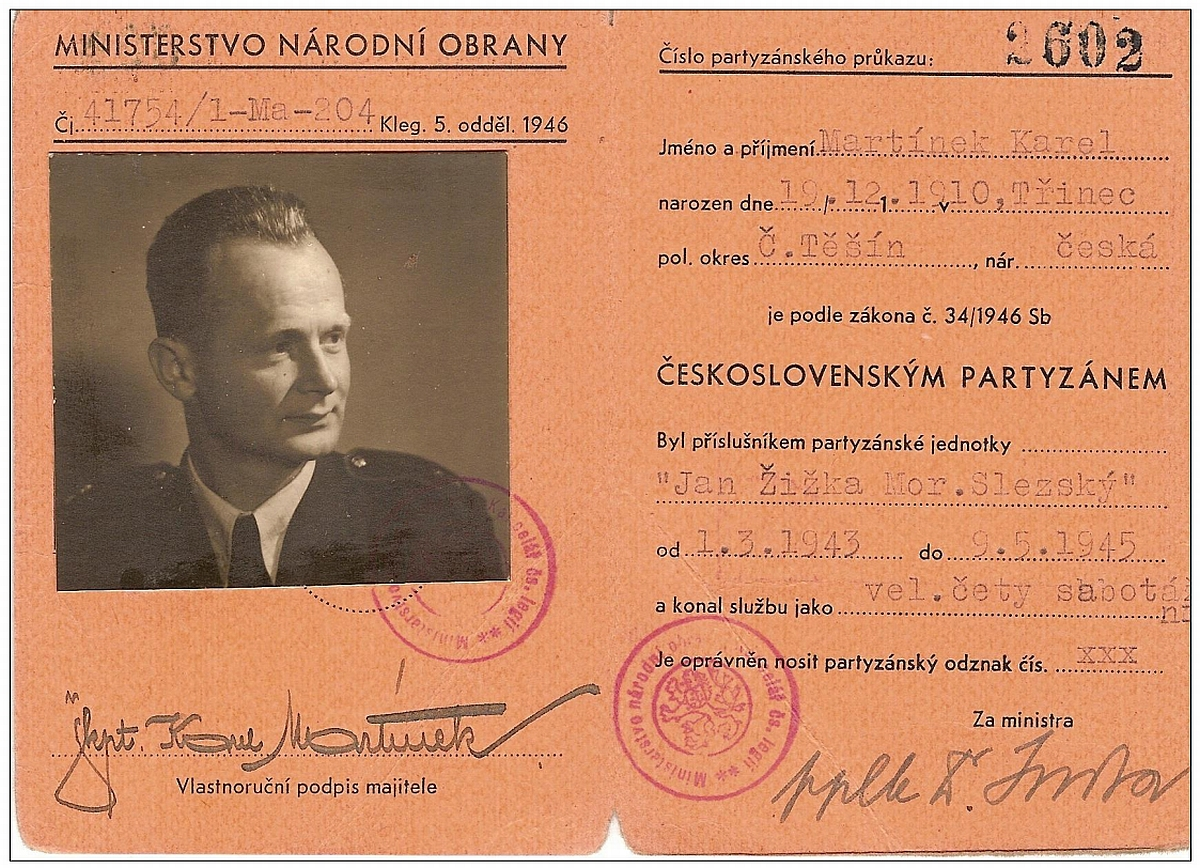
Partyzánský průkaz Karla Martínka vydaný těsně po 2. sv. válce

Karel Martínek (19. prosince 1910 Bohumín – 25. února 1975) byl vojákem z povolání v československé armádě, jeden z obránců v bitvě o Czajankova kasárna, účastník druhého odboje a vězeň komunistického režimu.

## Stručný životopis
Karel Martínek byl vojákem československé prvorepublikové armády. Spolu s kapitánem Karlem Pavlíkem se dne 14. března 1939 v podvečerních hodinách účastnil v Místku bitvy o Czajankova kasárna. Po vyhlášení Protektorátu Čechy a Morava se zapojil do řad příslušníků domácího protiněmeckého odboje. Po zatčení gestapem v září 1944, výsleších a věznění byl na přelomu ledna a února 1945 deportován do koncentračního tábora Flossenbürg. Po skončení druhé světové války se vrátil do československé armády, ale po únoru 1948 byl 8. března 1949 zatčen a komunistickým režimem odsouzen k patnácti letům odnětí svobody a nucených prací v uranových dolech v Jáchymově. Na základě amnestie prezidenta republiky Antonína Zápotockého byl propuštěn v květnu 1956 po sedmi a půl letech věznění. Pracoval v dělnických profesích a s podlomeným zdravím zemřel v 65 letech na leukémii.

## Podrobný životopis

### Mládí, studia a první kroky v armádě
Karel Martínek se narodil 19. prosince 1910 v Bohumíně. Jeho matka byla Polka, ale Karel vyrůstal u tety v Českém Těšíně a později žil v Bohumíně. Polština byla tedy jeho mateřským jazykem. Po maturitní zkoušce na střední škole absolvoval Vojenskou akademii v Hranicích. Poručíkem pěchoty byl jmenován 1. srpna 1937; v září 1938 se oženil se svojí známostí Květou.

### Czajankova kasárna
Nouzový objekt v bývalé textilní továrně v Místku sloužil pro III. prapor 8. pěšího pluku „Slezského“ prvorepublikové československé armády na jaře roku 1939 jako Czajankova kasárna. 14. březen 1939 této jednotce velel kapitán Karel Pavlík. Velitel plukovní spojovací roty poručík Karel Martínek vedl v podvečer v Czajankových kasárnách kurz polského jazyka. Krátce po 18. hodině zastavila před branou kasáren německá invazní kolona příslušníků Wehrmachtu a SS a rozpoutala se 30 minut trvající ostrá přestřelka. Na jejím konci se podařilo posádce Czajánkových kasáren spojit s velitelstvím, odkud dostali rozkaz k tomu, aby se Němcům okamžitě a bezpodmínečně vzdali. A byl to právě poručík Karel Martínek, komu připadla úloha parlamentáře, protože uměl německy. Martínek musel vyjít před kasárna s improvizovaným bílým praporem, tvořeným koštětem, na němž byla připevněna bílá košile číšníka z jídelny, resp. prodavače z vojenského zátiší. Takto vybaven začal Martínek s velitelem Němců vyjednávat kapitulaci, aby pak Němci kasárna mohli obsadit. Němci kasárna vyrabovali a po několika hodinách věznění důstojníky – obránce kasáren – propustili.

### Protektorát
Po nuceném rozpuštění prvorepublikové armády na jaře a začátkem léta 1939 začal Karel Martínek pracovat jako poštovní úředník a také pro domácí protiněmecký odboj. Martínek nejprve pomáhal při organizování ilegálních přechodů přes hranice do Polska (tady využil svoji znalost polštiny). To bylo v rámci organizace „Za vlast“, která napomáhala při přesunu československých vojáků k zahraničním jednotkám. Tady Martínek spolupracoval se svým bývalým kolegou kapitánem Karlem Pavlíkem.
Dne 12. února 1941 se v Ostravě Zábřehu manželům Martínkovým narodila dcera Květoslava. V té době Karel Martínek dojížděl denně do Paskova, kde po demobilizaci pracoval jako úředník v pobočce místecké spořitelny.
Po zatčení Karla Pavlíka v Praze dne 4. září 1942 se Martínek (spolu s některými dalšími příslušníky 8. pěšího pluku „Slezského“) připojil k partyzánské skupině „Bílá Lvice“, které velel poručík dělostřelectva Josef Čapka. (Ta se později přejmenovala na partyzánskou skupinu „Jan Žižka“. resp. „Jan Žižka–Moravskoslezský“.) Partyzáni připravovali a prováděli různé sabotáže a destrukce.
Amatérsky zhotovená asi 5 kg vážící nálož nastražená pod vlakem nevybuchla a tak se pro ni Karel Martínek v noci vypravil. Druhý den odpoledne ji v Sochorkově dílně v Paskově s poručíkem Josefem Čapkou opravili. Spolu s dalšími třemi odbojáři se Karlu Martínkovi podařilo v noci z 31. srpna na 1. září 1943 umístit tuto již opravenou nálož pod koleje na trati Ostrava-Kojetín asi 800 metrů za nádražím v Lískovci. Hodinu po půlnoci výbuch poškodil lokomotivu a služební vůz, vytrhl asi 80 cm kolejnic a vykolejil sedm plně naložených vagónů s důležitým vojenským materiálem. Vykolejené vagony skončily v řece Ostravici a poškozená trať byla 15 hodin mimo provoz.
Informace o sabotážní akci na železnici z přelomu srpna a září 1943 se dostala až ke K. H. Frankovi, který požadoval přísné ale především exemplární potrestání viníků. Gestapo ale po strůjcích akce pátralo marně. Nakonec byli z brněnské věznice přivezeni partyzáni (Josef Drozd, Jan Ermis, Bohumil Janáček, Zdeněk Žáček a Josef Lichnovský), kteří byli zatčeni dlouho před touto sabotážní akcí a tudíž s ní neměli pranic společného. V místě výbuchu byly vztyčeny šibenice a dotyční na nich byli oběšeni. Pro výstrahu takto po dva dny musely vlaky v tom místě zpomalit a cestující měli zákaz zatáhnout závěsy. Později místa šibenic připomínaly kamenné monolity.
Sabotážní akce organizované po celém území severní Moravy skončily pro Karla Martínka po zostřeném výslechu jednoho z odbojářů, kdy byl Martínek prozrazen a v září 1944 zatčen gestapem. Byl podroben krutým výslechům a po věznění byl nakonec na přelomu ledna a února 1945 deportován do koncentračního tábora Flossenbürg. Karel Martínek přežil ke konci druhé světové války pochod smrti a dočkal se osvobození americkou armádou. Nemocný se vrátil v polovině května 1945 k rodině.

### Znovu v čs. armádě
Po skončení druhé světové války pokračoval Karel Martínek v československé armádě. Byl povýšen do hodnosti štábního kapitána. Za svou odbojovou činnost při návštěvě československého prezidenta dr. Edvarda Beneše (s chotí) v Místku dne 18. července 1946 obdržel z jeho rukou Československý válečný kříž 1939. Zprávu o průběhu bojů panu prezidentovi podali štábní kapitán Karel Martínek a podplukovník Karel Štěpina. Po jejich raportu dr. Edvard Beneš prohlásil:
Byli jste stateční, to Vám nebude zapomenuto. Mohu Vám říci jenom tolik, že tak jako u Vás mělo se státi ve všech posádkách, pak by se naše tehdejší situace vytvořila snad docela jinak. Váš statečný odpor byl vlastně jediným pevným bodem, o který jsme se my v zahraničí mohli opřít a na kterém jsme později začali budovat. Z Vašich řad nepadl jediný. A i kdyby se tak bylo stalo, bylo by to sice bolestné ale s oběťmi se konečně v každém boji musí počítat. Jsem dnes opravdu šťasten a spokojen, neboť jsem se konečně sám přesvědčil, že to, o čem jsem smluvil v zahraničí, se skutečně zakládalo na pravdě.
dr. Edvard Beneš, 18. července 1946 k bojům o Czajánkova kasárna, 
Kromě Československého válečného kříže 1939 (1946) byl Martínek po druhé světové válce oceněn v roce 1947 Československou (vojenskou) medaili za zásluhy I. stupně (stříbrná) a československou medaili za chrabrost před nepřítelem.
Jako štábní kapitán byl Karel Martínek v roce 1946 přeložen do Prahy; převelen k vojenské posádce do Milovic a domů ke své rodině do Místku se dostal jen občas.
Po únoru 1948 následovala první vlna komunistických personálních čistek v důstojnickém sboru československé armády, budované po vzoru soudruhů ze SSSR. Tato vlna Karla Martínka sice minula, ale dne 8. března 1949 na jeho příjezd z Milovic čekala manželka s dcerkou marně.

### Zatčení a věznění
Karel Martínek byl zatčen, neboť 8. března 1949 došlo v Milovicích k prozrazení údajně připravovaného vojenského převratu. Martínek byl obviněn ze spolupráce na protistátním spiknutí, což odmítal. Ke dni 23. března 1949 byl zproštěn výkonu vojenské služby v československé armádě. V období mezi 8. březnem 1949 až 25. listopadem 1949 byl držen ve vyšetřovací vazbě, dokud rozsudek nenabyl právní moci. V politicky motivovaném procesu byl Karel Martínek za velezradu (za účast v odbojové skupině demokraticky orientovaných důstojníků) odsouzen ke ztrátě hodnosti (degradace) a ztrátě veškerých vyznamenání, těžkému žaláři na 15 let zostřenému půlletně jedním tvrdým ložem, ztrátě čestných občanských práv na 10 let a konfiskaci poloviny jmění. Důstojníkům bylo dáváno za vinu, že se prý chystali táhnout na Prahu, kde chtěli svrhnout Gottwaldův komunistický režim.
Rodina Karla Martínka dokonce s prosebným dopisem o propuštění vězněného oslovila i manželku druhého „dělnického prezidenta“ republiky Antonína Zápotockého (se Zápotockým měl Martínek společné datum narození 19. prosince). Nakonec mu byl trest (na základě prosebného dopisu) snížen „jen“ na deset let vězení.

### Mezi léty 1956 až 1975
Karel Martínek byl nakonec podmínečně propuštěn na základě amnestie prezidenta republiky k 19. květnu 1956 po sedmi a půl letech otrocké práce v komunistických uranových dolech v Jáchymově se silně podlomeným zdravím a s kádrovým posudkem nepřítele komunistického režimu. Ke své práci v armádě se již nemohl vrátit, se svým kádrovým profilem byl rád, že sehnal obživu v dělnických profesích.
O obnovu soudního řízení požádal v roce 1965 na ministerstvu spravedlnosti. Jako neodůvodněný zamítl tehdy jeho návrh Vyšší vojenský soud v Příbrami. Karel Martínek zemřel v zapomenutí ve věku 65 let dne 25. února 1975 na leukémii.

### Po sametové revoluci
V roce 1991 byl Karel Martínek plně rehabilitován (zproštěn všech obvinění) Vyšším vojenským soudem v Příbrami na základě soudního rozhodnutí ze dne 10. dubna 1991 podle zákona číslo 119/90 Sbírky.

## Dovětky

### Dcera Květoslava
Jeho dcera Květoslava Martínková v roce 1958 složila maturitu na jedenáctiletce ve Frýdku-Místku. Špatný kádrový profil ji znemožnil další studium medicíny, proto vystudovala nejprve nástavbu na zdravotní škole v Českém Těšíně a pak pět let pracovala jako zdravotní sestra v Ostravě Zábřehu. V roce 1970 úspěšně promovala (obor gynekologie a porodnictví) na Univerzitě Palackého v Olomouci a po studiu nastoupila jako lékařka v Krnově. V roce 1974 se provdala za súdánského studenta matematiky Hago Mohameda Elzeina (a měla s ním dvě děti – Fatimu a El Toma). Po roce 1975 se manželé Elzeinovi přestěhovali do Místku ke Květině matce a MUDr. Květoslava Elzeinová nastoupila do nemocnice v Čeladné, kde pracovala až do roku 1995. (V roce 1992 ještě převzala soukromou gynekologickou ambulanci v Dobré.) Do starobního důchodu odešla v roce 2006 a v roce 2008 se ze zdravotních důvodů přestěhovala k dceři Fatimě do Prahy.

### Umělecké ztvárnění
V roce 1949 napsal Milan Jariš divadelní hru s názvem Patnáctý březen, která byla v roce 1951 přepracována pod názvem Přísaha. Hra zachycuje tragické dny 14. a 15. března 1939, ve kterých se místecká vojenská posádka jako jediná postavila na odpor nacistickým okupantům. Ve hře je zobrazeno, jak je postoj vojáků k Mnichovské dohodě a k okupaci určen jejich třídní příslušností.
Podle divadelní hry Milana Jariše Přísaha, která se volně inspirovala událostmi v Czajankových kasárnách, natočil v roce 1956 Jiří Sequens film Neporažení. Příběh filmu se zakládal na historických skutečnostech, autoři se ovšem nedrželi přesného dokumentárního záznamu o odporu místecké posádky, aby mohli vykreslit charakterové portréty různých lidí té doby.
Film byl pojat značně tendenčně a v zájmu komunistické ideologie především záměrně opomíjel hrdinství důstojníků typu Karla Pavlíka či Karla Martínka. Na jedné straně film vykreslil schematické figury – slaboch štábní kapitán Richter (Ladislav Chudík), zrádce nadporučík Žáček (Martin Růžek) a opilec poručík Brandejs (Svatopluk Beneš). Na jejich pozadí pak mohli vyniknout a roli hrdinů převzít komunisté desátník Říha (Gustav Heverle) a civilista Jura (Rudolf Deyl mladší) spolu s „jednoduše bodrým“ Hanákem vojínem Tonkem (Vladimír Krška).